# Laura Caro
Pour les articles homonymes, voir Caro.
Laura Caro, née le 22 décembre 1983 à Tijuana au Mexique, est une chanteuse, auteur-compositeur et actrice de cinéma et de télévision mexicaine.

## Filmographie
- 1997 : Meteoritos (court métrage)
- 2002 : La Academia (es) (série télévisée documentaire) : elle-même
- 2004 : Lo que callamos las mujeres (série télévisée)
- 2012 : Ahí va el diablo : Sol